# Ändlösberg
Ändlösberg är ett naturreservat i Gagnefs kommun i Dalarnas län.
Området är naturskyddat sedan 1998 och är 34 hektar stort. Reservatet består av gran- och tallskog samt några enstaka grova björkar.